# Kesselinger Bach
Der Kesselinger Bach ist ein etwa vierzehn Kilometer langer, rechter und östlicher Nebenfluss der Ahr im rheinland-pfälzischen Landkreis Ahrweiler.
Der Kesselinger Bach führt im Oberlauf die Namen Densbach, Auelbach, Blasweiler Bach und Staffeler Bach. Nach anderen Quellenangaben entsteht er aus dem Zusammenfluss von Staffeler Bach und Heckenbach.

## Geographie

### Verlauf
Der Kesselinger Bach entspringt als Densbach etwa ein Kilometer westlich von Schelborn. Die Quelle liegt am Westhang des Schneppsheid (⊙ 595,7 m ü. NHN) auf einer Höhe von ca. 509 m ü. NHN. Von hier aus fließt der Bach nach Norden und wechselt bereits nach etwa einem Kilometer seinen Namen in Auelbach. Er fließt an Blasweiler vorbei und bekommt erneut einen neuen Namen: Blasweiler Bach. Er schwenkt nach Westen und passiert unterhalb des Berges Auf der Nür (⊙ 470 m ü. NHN) den Bad Neuenahrer Stadtteil Ramersbach im Süden. Er unterquert auf seinem Weg zweimal die Landesstraße 85. Er setzt seinen Weg nach Westen als Staffeler Bach entlang der L 85 fort von Staffel bis Kesseling. Hier nimmt er den Herschbach auf und fließt als Kesselinger Bach weiter bis Ahrbrück und mündet in den dort von Süden kommenden Rhein-Zufluss Ahr.

### Einzugsgebiet und Zuflüsse
Das 95 km² große Einzugsgebiet entwässert über Ahr und Rhein zur Nordsee.
| Name                                | GKZ        | Lage   | Länge in km | EZG in km² | Mündung   |
| ----------------------------------- | ---------- | ------ | ----------- | ---------- | --------- |
| Wiesengraben                        | 271874-112 | links0 | 000,2250    | 0000,2590  |           |
| Graben am Mauchertsberg             | 271874-114 | rechts | 000,2040    | 0000,6370  |           |
| Waldwiesenquelle                    | 271874-12  | links0 | 000,8670    | 0000,6580  |           |
| Blasweilerbach                      | 271874-132 | links0 | 000,7570    | 0000,4600  |           |
| Graben am Pumpwerk                  | 271874-134 | rechts | 000,3750    | 0000,9810  |           |
| Erschbach                           | 271874-14  | links0 | 001,1810    | 0001,3470  |           |
| Bärzefeldbach                       | 271874-192 | rechts | 001,0580    | 0000,9810  |           |
| Felsengraben                        | 271874-194 | rechts | 000,2580    | 0000,3260  |           |
| Wollseifen (auch Wiwelsberggraben)  | 271874-196 | links0 | 000,8730    | 0000,4590  |           |
| Heckenbach                          | 271874-2   | links0 | 005,2920    | 0015,3780  | Staffel   |
| Ahlbach (auch Bach vom Eltzerhardt) | 271874-4   | rechts | 002,1010    | 0003,9960  | Staffel   |
| Damchelhardtbach                    | 271874-52  | links0 | 000,8670    | 0000,5640  |           |
| Wollenstockgraben                   | 271874-54  | rechts | 000,4180    | 0001,5560  | Kesseling |
| Herschbach (auch Weidenbach)        | 271874-6   | links0 | 012,7140    | 0036,6740  | Kesseling |
| Euzemich (auch Euzemisch)           | 271874-72  | rechts | 001,4490    | 0001,0090  | Kesseling |
| Auschsbach                          | 271874-74  | rechts | 002,6130    | 0002,2160  | Ahrbrück  |
| Mertesbach                          | 271874-792 | links0 | 001,1520    | 0000,7880  | Ahrbrück  |
| Dennbach                            | 271874-8   | links0 | 007,8020    | 0015,1380  | Ahrbrück  |

Anmerkungen zur Tabelle
1. ↑  Gewässerkennzahl, in Deutschland die amtliche Fließgewässerkennziffer mit zur besseren Lesbarkeit eingefügtem Trenner hinter dem Präfix, das einheitlich für den allen gemeinsamen Vorfluter Kesselinger Bach steht.